# Wierzchocin
Wierzchocin (pol. hist. Wierzchucino) – wieś w Polsce położona w województwie wielkopolskim, w powiecie szamotulskim, w gminie Wronki.

## Historia
Wieś pierwotnie związana była z Wielkopolską. Ma metrykę średniowieczną i istnieje co najmniej od pierwszej połowy XIII wieku. Miejscowość dawniej inaczej się nazywała i notowano ją pod staropolską nazwą  "Wierzchucino". Po raz pierwszy odnotowana została w łacińskim dokumencie z 1238 (wg zachowanej kopii z XVIII) pod nazwą "Wyrchuczino",  1394 (wg kopii z XVIII wieku) "Werchoczino", 1405 "Vyrzchucino", 1414 "Wirzchuczino", 1430 "Wirschuczino", 1434 "Wirchuczima", 1434 "Virzchuczino", 1450 "Wierzchuczino", 1502 "Vyrzchvczyno", 1502 "Wyerzchuczino", 1502 "Wyrzchuczino", 1508 "Vyrzchuczino", 1553 "Wyrzchuczyno", 1563 "Wierzuczino", 1583 "Wierschuczino", 1587 "Wierzchuczyno".
Możliwe, że wieś istniała jednak już wcześniej niż odnotowały to zachowane zapisy historyczne.Archeolodzy odkryli we wsi 9 monet o nieustalonej chronologii.
Miejscowość była początkowo własnością książęcą, później kościelną należącą do zakonu joannitów, a następnie szlachecką należącą do polskiej szlachty Ostrorogów herbu Nałęcz, a później także Dziewierzewskich, Potulickich, Mylińskich oraz Włościejewskich. W 1394 wieś leżała w powiecie woronieckim, a w 1508 w powiecie poznańskim województwa poznańskiego w Koronie Królestwa Polskiego w parafii Biezdrowo.
Pierwszy zachowany zapis związany ze wsią pochodzi z dokumentu wystawionego w kancelarii księcia wielkopolskiego Władysława Odonica w 1238, który interpolowany został po 1250. Książę Władysław potwierdził w nim joannitom poznańskim nadania swego dziada Mieszka III Starego oraz stryja Władysława III Laskonogiego obejmujące m.in. wsie Objezierze, Wierzchocin, Drożyn wraz z targiem oraz karczmą, Wielkie, Kurzęcin, Wygonowo, Miłostowo, Andrzejowo, Pogorzelicę z przewozem, nadając tym posiadłościom immunitet ekonomiczny i sądowy oraz zwolnił wieś położoną koło szpitala Święty Jan od ceł, monety oraz od targowego.
W 1394 król polski Władysław II Jagiełło nadał immunitet ekonomiczny wsiom komandora joannitów pod Poznaniem, a w tym Rawowicom, Krzesinkom w powiecie poznańskim, Pogorzelicy w powiecie pyzdrskim oraz Wierzchocinowi w powiecie wronieckimW latach 1404-1405 komandor joannitów od Świętego Jana wygrał proces ze Świętosławem lub Święszkiem z Nosilina o dwa łany w Wierzchocinie. W 1414 komandor joannitów toczył proces ze Stanisławem Lubickim z Lubicza o sołectwo w Wierzchocinie oraz o 20 grzywien zapisanych na Radzimiu.
W 1430 odnotowany został Jakusz z Wierzchocina świadek w dokumencie starosty generalnego Wielkopolski Dobrogosta Świdwy z Szamotuł. Wieś odnotowano także w 1434 w procesie Wincentego Choryńskiego z Jadwigą wdową po Macieju Trzcielskim o połowy Chrzypska, Bienina oraz połowę sołectwa z Wierzchocinie. Sąd utrzymał Wincentego w posiadaniu tych dóbr; jako pełnomocnik Jadwigi występił jej ojciec Jan Księski. W 1434 odnotowano spór sądowy szlachcica Sędziwója Bobolczyńskiego z trzema kmieciami wierzchocińskimi.
W latach 1502-1510 właścicielami wsi byli bracia Odtrorogowie: kasztelan kaliski Stanisław oraz Wacław Ostroróg synowie wojewody poznańskiego Jana z Ostroroga oraz jego pierwszej żony Heleny księżniczki raciborskiej. W 1502 bracia niedzielni Ostrorogowie sprzedali z zastrzeżeniem prawa wykupu czynsze na swych dobrach dziedzicznych, tj. na mieście Ostroróg wraz z wsiami, w tym na Wierzchocinie, prałatom oraz kanonikom kolegiaty NMP in Summo, Mikołajowi kanonikowi tej kolegiaty oraz pleb. w Krajewie, dla jego prebendy kanonickiej, kapitule katedry poznańskiej, wikariuszom katedry poznańskiej. W 1510 bracia Ostrorogowie dokonali podziału swoich dóbr: Stanisław otrzymał połowę miasta Ostroroga wraz z wsiami, w tym z Wierzchocinem.
W latach 1540-1463 właścicielami wsi byli synowie Wacława z Ostroroga i Urszuli Potockiej z Kutna, bracia Jakub oraz Stanisław Ostroróg. W 1539 Jakub sprzedał z zastrzeżeniem prawa wykupu Kasprowi Dziewierzewskiemu wieś Wierzchocin za 1000 złotych. W 1540 Jakub oraz Stanisław dokonali podziału dóbr w wyniku czego Jakub otrzymał miasto Ostroróg wraz z wsiami, w tym Wierzchocin. W 1552 Jakub Ostroróg został skwitowany przez Kaspra Potulickiego z 3000 zł, za które Potulicki kupił od niego z zastrzeżeniem prawa odkupu Wielinie, Wierzchocin i Byrzynę.
W XVI wieku właścicielami we wsi byli synowie Jana Mylińskiego: Jan, Stanisław, Sędziwój, Mikołaj, Wojciech, Dobrogost oraz Piotr. W 1578 Jan oraz Stanisław Mylińscy dokonali podziału dóbr z bratem Sędziwojem do czasu, gdy ich bracia Mikołaj, Wojciech, Dobrogost i Piotr będą pełnoletni. W wyniku podziału Jan i Stanisław otrzymali Wierzchocin, a Sędziwój 1/4 Mylina, 1/4 Kłodziska i 1/4 Radziszewa. W 1578 Jan dał bratu Stanisławowi wszystkie swoje dobra w Wierzchocinie, które ich ojciec Jan kupił z zastrzeżeniem prawa odkupu od cześnika królewskiego Jana Ostroroga brata Jakuba i Stanisława Ostrorogów. W 1587 Stanisław Myliński zapisał swojej żonie Katarzynie Samostrzelskiej po 2000 złotych posagu oraz wiana na połowach Mylina, Kłodziska i opuszczonego Radziszewa, a także na sumach i dobrach w Wierzchocinie. W 1588 Wojciech skwitował Stanisława z 40 złotych zapisanych na Mylinie, Kłodzisku i Wierzchocinie. W dokumencie odnotowano, że Sędziwój zmarł. W 1595 Mikołaj, Wojciech, Dobrogost oraz Piotr Mylińscy sprzedali Wierzchocin Marcinowi Włościejewskiemu za 3000 złotych.
Miejscowość odnotowały także historyczne rejestry podatkowe dzięki którym znamy stosunki własnościowe we wsi. W 1508 miał miejsce pobór podatków ze wsi od 13 łanów. W 1553 pobór od 13 łanów oraz karczmy dorocznej. W 1563 wieś należąca wówczas do Jakuba Ostroroga została spalona. W latach 1576-1577 Jan Ostroróg zapłacił pobór od 10 łanów, dwóch zagrodników oraz od karczmy. W 1580 Stanisław Myliński zapłacił pobór od 9 łanów, jednej kwarty karczmarskiej, 3 zagrodników, dwóch komorników, od wyszynku gorzałki. W 1581 Stanisław Myliński zapłacił pobór od 9 łanów oraz jednej kwarty roli, 3 zagrodników i jednego komornika. W 1583 Myliński zapłacił pobór od 9 łanów, kwarty roli, 2 zagrodników, jednego komornika, a dwa łany były opuszczone.
Wieś szlachecka Wierzchuczino położona była w 1580 roku w powiecie poznańskim województwa poznańskiego w Rzeczypospolitej Obojga Narodów. Wskutek II rozbioru Polski w 1793, miejscowość przeszła pod władanie Prus i jak cała Wielkopolska znalazła się w zaborze pruskim.
W latach 1975–1998 miejscowość administracyjnie należała do województwa pilskiego.